# Angianthus phyllocalymmeus
Angianthus phyllocalymmeus là một loài thực vật có hoa thuộc họ Cúc, là loài đặc hữu của Nam Úc. Tên phổ biến của loài này trong tiếng Anh là silver candles.